# Estadio Municipal de Beirut
El Estadio Municipal de Beirut (en árabe: ملعب بيروت البلدي) es el nombre que recibe un recinto deportivo de usos múltiples localizado en la ciudad de Beirut, la capital del país asiático del Líbano. Actualmente se utiliza sobre todo para los partidos de fútbol y es el estadio sede habitual de los equipos Al Ahed, Al-Ansar y Shabab Al-Sahel. Tiene una capacidad aproximada para recibir hasta 22.500 espectadores.